# Куллінан (місто)

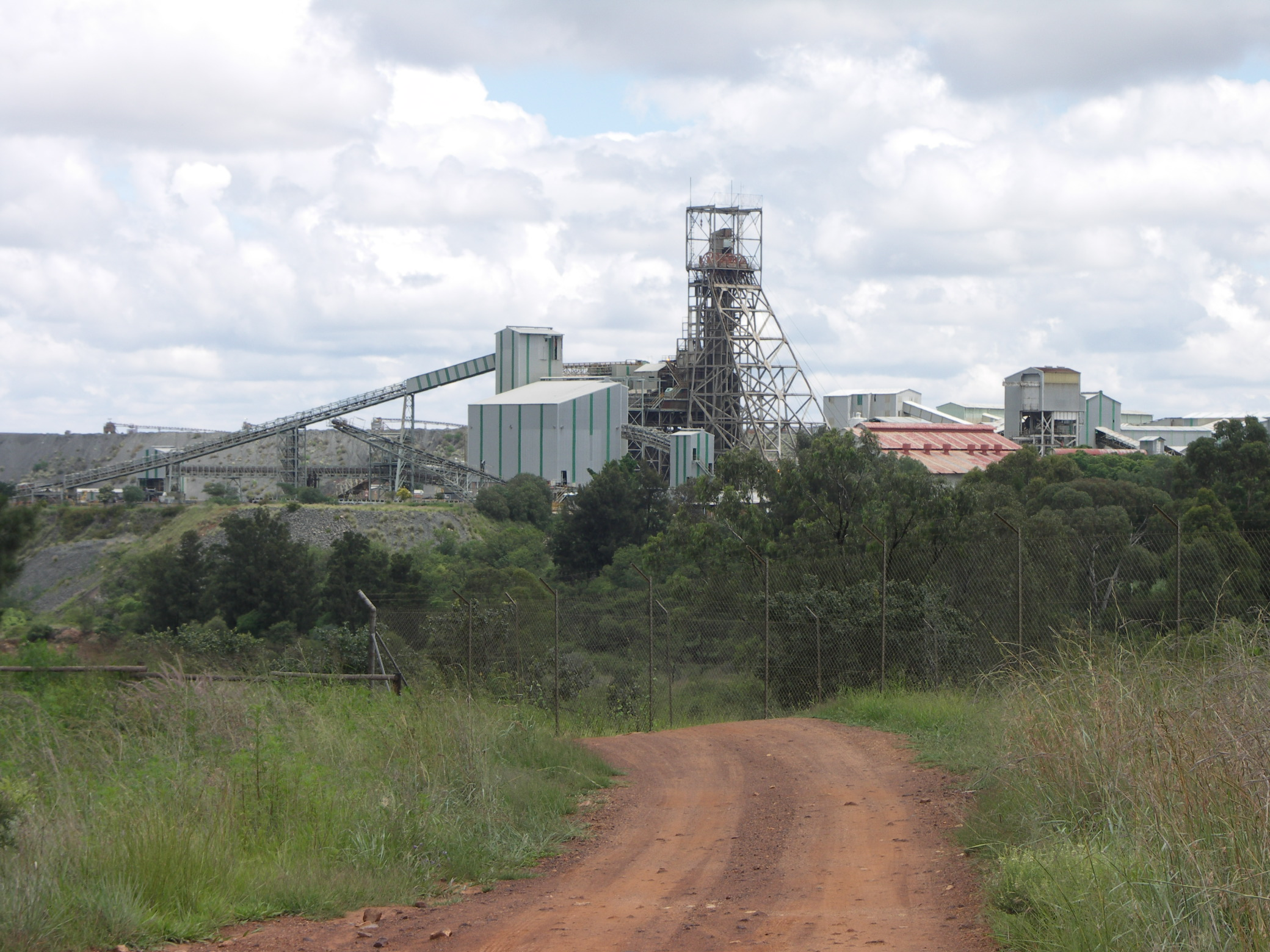
Алмазна копальня у м. Куллінан

Куллінан (Cullinan) — населений пункт в місцевому муніципалітеті Нокенг ТСА Таемане району Метсведінг провінції Гаутенг (ПАР), за 30 км на схід від Преторії.
1902 року сер Томас Куллінан виявив в цих місцях багату алмазну трубку. 25 червня 1905 Фредерік Веллс знайшов у ній алмаз «Кулінан» — найбільший алмаз серед будь-коли знайдених у світі.